# Ц.к. Автомобільні підрозділи

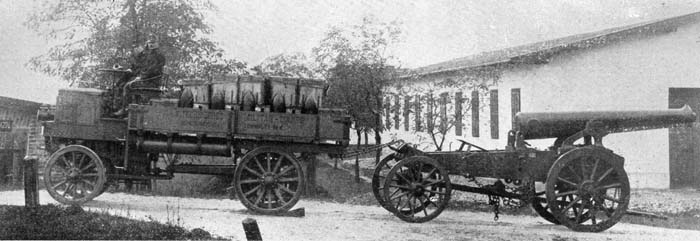
Перша військова вантажівка. 1898

Цісарсько-королівські Автомобільні підрозділи належали до Збройних сил Австро-Угорщини. У Ц.к. Технічному військовому комітеті у IV Секції був Автомобільний підрозділ (нім. Automobilwesen), де автомобільним дослідним підрозділом керував підполковник Роберт Вольф. Підрозділ відстежував зміни у розвитку автомобільної техніки, перевіряли новинки на придатність використання у війську. Для тестування техніки проводили маневри.

## Історія
Ц.к. Автомобільний підрозділ було засновано при казармі інженерних військ у Клостернойбургу. Його сформували 1902 і підпорядкували Ц.к. транспортній бригаді. Підрозділ відповідав за підготовку водіїв, обслуговування парку державних автомашин. На липень 1914 підрозділом командував гауптман 14 саперного батальйону Максиміліан Булла.
Ще наприкінці ХІХ ст. командування Збройних сил Австро-Угорщини визнало, що у майбутній війні крім кінних підрозділів, поїздів будуть використані автомашини. Для війська 1898 придбали вантажівку з бензиновим мотором — вперше серед армій великих європейських країн. Вона перебувала на озброєнні ще на початок війни 1914. При її експлуатації накопичили досвід буксирування великотоннажних, великогабаритних вантажів, порівнявши його з кінною тягою, завдяки чому було сформовано Ц.к. Автомобільний підрозділ у структурі Збройних Сил. Після всебічних випробувань у цьому підрозділі вантажівки визнали здатними використовувати як артилерійські тягачі, для перевезення зброї й освітлювальних приладів.
Було визначено два типи вантажівок:

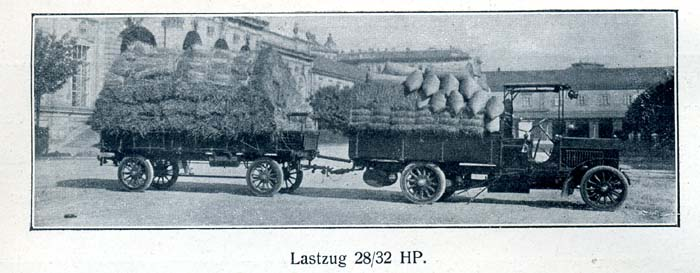
Вантажівка Тип 7 т. 1911

- Тип 3,5 т (2,5 т на вантажівці + 1 т на одновісному причепі). Потужність мотора становила понад 35 к.с., швидкість близько 20 км/год.
- Тип 7 т (4 т на вантажівці + 3 т на двовісному причепі). Потужність мотору понад 40 к.с., швидкість близько 16 км/год.

Оскільки військове відомство було обмежене в коштах ухваленим бюджетом, то задля економії вводилась система субсидій для необхідних при мобілізації вантажівок. Приватна компанія, яка згідно угоди бажала купити вантажівку Типу 3,5 т, зверталась до військової адміністрації і їй передавали обладнані військовим відомством машини. Нові власники поступово сплачували вартість машини — 1-3 рік по 3000 крон, 4-8 рік по 2200 крон, після чого повністю переходило у їхню власність. Впродовж 6 років вантажівка повинна була перебувати у готовності до військових дій, а при мобілізації їх могли конфіскувати без сплати компенсації.
Для машин Типу 7 т при закупівельній ціні для війська 26.500 крон їх відразу передавали приватним особам при сплаті 16.500 крон. Завдяки цим машинам проводились 12-денні навчання по тренуванні, підготовці водіїв.

## Тягач з електроприводом

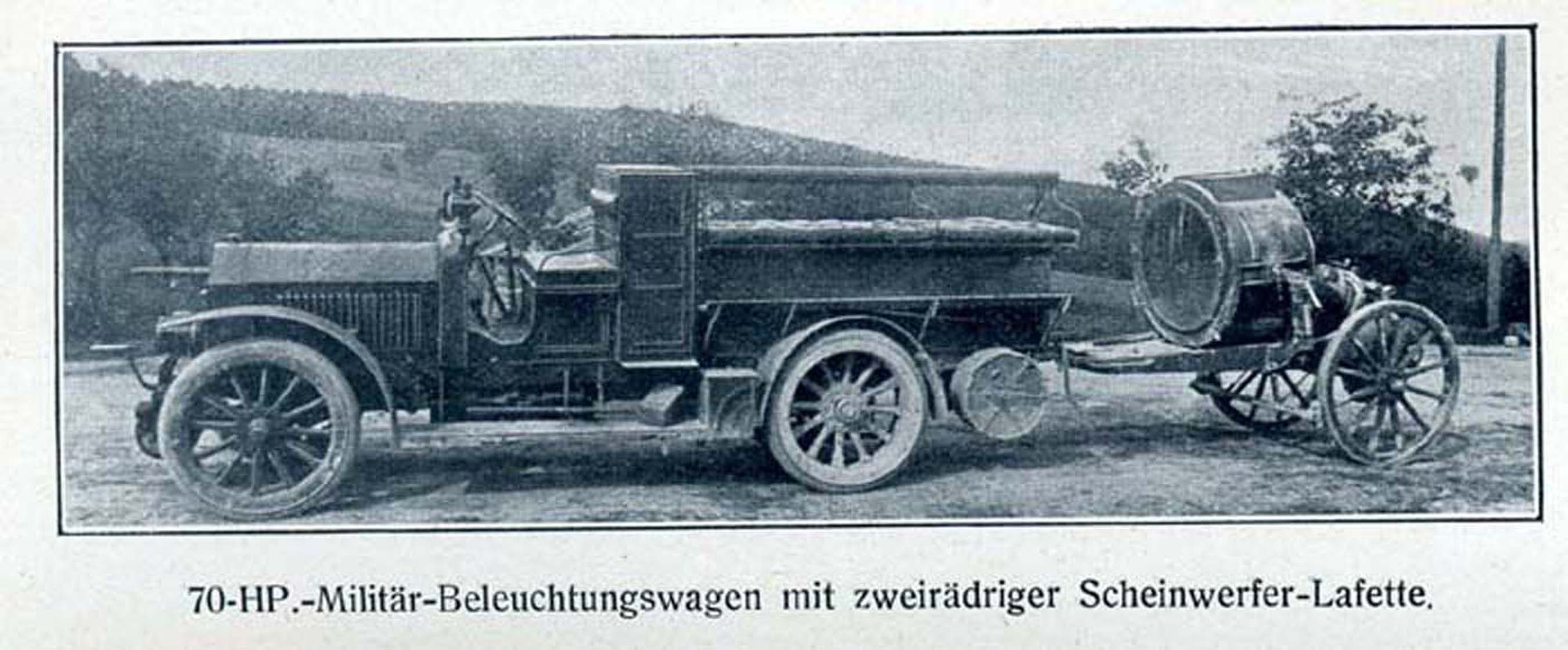
Транспортування прожектора

При тестуваннях виявили, що підвищення потужності мотора незначно впливає на буксирування важких і надважких вантажів. З 1905 розпочались роботи з проектування артилерійських тягачів. Зусилля зосередили на збільшенні потужності, що передавалась на кожне колесо. У результаті Фердинанд Порше розробив систему багатоколісного приводу з розміщенням електромотора у кожному колесі крім передньої осі вантажівки на основі запатентованого ним 1896 електричного мотор-колеса. Електропоїзд Porsche-Landwehr складався з вантажівки-тягача з генератором, який приводив у дію бензиновий двигун потужністю 150 к.с.. До вантажівки було під'єднано до п'яти причепів, до коліс-моторів яких по кабелю передавалось електроживлення. Загальне корисне навантаження електропоїзду складало 30 т,,.. Складна система зчеплення дозволяла кожному причепу докладно повторювати трасу руху попереднього в прямому і зворотному напрямках. На основі даних конструкцій було розроблено тягачі А-Zug, B-Zug, С-Zug, що були здатні перевозити вантажі по загальних дорогах і по залізничній колії. Збільшена кількість коліс дозволила зменшити навантаження на землю для подолання важкопрохідних ґрунтів, ненадійних мостів. Однак змішані системи електропоїздів Порше не найшли широкого застосування через незначну кількість одиниць надважкої артилерії.
Через брак коштів 1911 у підрозділі відмовились проводити дослідження мотогармати Бурштина — прототипу першого танку світу.

## Застосування
Імператор Франц Йосиф I негативно ставився до автомашин, користуючись все життя кінними екіпажами чи залізницею. Через це використання авто серед високопосадовців було обмеженим. У 1908 на випадок мобілізації було створено мілітаризований Добровільний мотокорпус, що складався з:
- Ц.к. Австрійського автомобільного корпусу
- к. Угорського автомобільного корпусу
- Ц.к. водійського моторизованого корпусу.

Члени мотокорпусу зобов'язувались на випадок маневрів прийняти у них участь, а у разі війни на своїх авто виконувати обов'язки зв'язкових, передачі донесень.